# خون روی زمین رقص: تاریخ در میکس
خون روی زمین رقص: تاریخ در میکس (به انگلیسی: Blood on the Dance Floor: HIStory in the Mix) نام آلبومی بازترکیبی (رمیکس) است که توسط مایکل جکسون در سال ۱۹۹۷ منتشر شد. این آلبوم شامل هشت رمیکس از ترانه‌های آلبوم قبلی جکسون یعنی تاریخ و پنج ترانه جدید می‌باشد. ترانه‌های جدید این آلبوم، موضوعاتی مانند اعتیاد به دارو و مواد مخدر، زنان و پارانویا (روان پریشی و وهم گرایی) را مطرح می‌کند.
تا سال ۲۰۰۹، شش میلیون نسخه از این آلبوم در جهان به فروش رسیده‌است و آن را به پرفروش‌ترین آلبوم رمیکس جهان در تاریخ موسیقی تبدیل کرده‌است.
در زمان انتشار آلبوم، منتقدان نقدهای بسیار متفاوتی دربارهٔ آن اظهار داشتند. برخی منتقدان بیان کردند که این آلبوم کاری تکراری از جکسون است. عده‌ای هم از ترانه سرایی ضعیف جکسون انتقاد کردند.
این در حالی بود که منتقدان دیگر، این آلبوم جکسون را تحسین کردند.
اکثر منتقدان معاصر جزو گروه تحسین کنندگان این آلبوم هستند. آن‌ها بر این اعتقادند که این آلبوم، در زمان انتشار، خیلی بیشتر از این می‌توانست موفق شود. منتقدان یکی از دلایل عدم موفقیت بزرگ آلبوم را علاقه و ترجیح مردم (مخصوصاً در آمریکا) به باورکردن داستان‌های ساختگی رسانه‌ها دربارهٔ زندگی خصوصی جکسون می‌دانند. این آلبوم در جداول موسیقی بریتانیا، فرانسه، نیوزیلند و بلژیک، جایگاه نخست را به خود اختصاص داد و در آمریکا ۲۴اُم شد.

## لیست آهنگ‌ها
1. «خون روی زمین رقص» Blood on the Dance Floor
2. «مورفین» Morphine
3. «خواهر بلند پرواز» Superfly Sister
4. «ارواح (ترانه)» Ghosts
5. «آیا ترسناک است» Is It Scary
6. «جیغی بلندتر(رمیکس)» (Scream Louder (Flyte Tyme Remix
7. «پول (ویرایش فایر آیلند رادیو)» (Money (Fire Island Radio Edit
8. «2 بد (میکس)» (2Bad (Refugee Camp Mix
9. «غریبه‌ای در مسکو (میکس)» (Stranger in Moscow (Tee's In-House Club Mix
10. «این دوره زمونه (میکس)» (This Time Around (D.M. Radio Mix
11. «ترانه زمین (هانیز کلوب)» (Earth Song (Hani's Club Experience
12. «تو تنها نیستی (میکس کلاسیک)» (You Are Not Alone (Classic Club Mix
13. «تاریخ (میگس) (میکس)» (HIStory (Tony Moran's HIStory Lesson

## عملکرد تجاری
فروش اولیه در ایالات متحده برای مایکل جکسون ناامیدکننده بود. در جدول بیلبورد 200 ایالات متحده در رتبه 24 قرار گرفت و پس از چهار هفته رکورد 92000 نسخه فروخته شد. با وجود این، فروش بلند مدت قوی‌تر بود، و در ماه مه 2000 گواهی پلاتین دریافت کرد، برای محموله‌های حداقل یک میلیون دستگاه. برای حداقل 50000 محموله در کانادا گواهی طلا دریافت کرد.
در اروپا این رکورد برای ارسال حداقل دو میلیون نسخه تأیید شده است. Blood on the Dance Floor: HIStory in the Mix  برای اولین بار در جدول آلبوم بریتانیا قرار گرفت، تا جولای 1997، 250,000 واحد در بریتانیا و 445,000 واحد در آلمان فروخته شد. این آلبوم همچنین در فرانسه،بلژیک، اسپانیا و نیوزیلند در رتبه اول قرار گرفت. این آلبوم از زمان آغاز به کار تقریباً شش میلیون نسخه در سراسر جهان فروخته است که آن را به پرفروش‌ترین آلبوم ریمیکس تمام تاریخ تبدیل کرده است.